# Symphonie no 7 d'Arnold
Pour les articles homonymes, voir Symphonie no 7.
 (février 2024).
Si vous disposez d'ouvrages ou d'articles de référence ou si vous connaissez des sites web de qualité traitant du thème abordé ici, merci de compléter l'article en donnant les références utiles à sa vérifiabilité et en les liant à la section « Notes et références ».
La Symphonie no 7, Op. 113 de Malcolm Arnold est une symphonie écrite en 1973. L'œuvre qui a été composée dans sa maison La Mortella à Ischia, est une commande de l'Orchestre Philharmonia. Chaque mouvement est le portrait d'un des trois enfants du compositeur, qui leur a dédicacé la symphonie. Le compositeur a dirigé l'Orchestre Philharmonia lors de la création de l'œuvre le 5 mai 1974 au Royal Albert Hall.

## Structure
L'œuvre comprend trois mouvements:
1. Allegro energico (Katherine)
2. Andante con moto-molto vivace-lento (Robert)
3. Allegro - Allegretto - Allegro - Allegretto - Allegro (Edward)

## Enregistrements
- 1991 Vernon Handley et l'Orchestre philharmonique royal chez Conifer Records 74321-15005-2 (réédition Decca 4765337) ()
- 2001 Andrew Penny et l'Orchestre symphonique de la radio-télévision irlandaise chez Naxos 8.552001 ()
- 2001 Rumon Gamba et l'Orchestre philharmonique de la BBC chez Chandos Records CHAN 9967 ()